# قائمة جامعات العراق
تنقسم جامعات العراق إلى أربع أقسام أساسية من الجامعات: الأولى هي الجامعات الحكومية؛ وهي المملوكة للحكومة، ثم جامعات إقليم كردستان؛ وهي التي توجد ضمن حدود إقليم كردستان ومملوكة لحكومة الإقليم، ثم الجامعات والكليات الأهلية؛ وهي الجامعات الخاصة غير المملوكة للحكومة لكنها قد تكون مملوكة لمؤسسات غير حكومية ونقابات ومنظمات عامة أو خاصة أو حتى جامعات مرتبطة بمؤسسات غير عراقية، وكذلك الجامعات ومؤسسات التعليم العالي غير المرتبطة لوزارة التعليم العالي والبحث العلمي مثل الجامعات والكليات العسكرية وكليات الشرطة والتي تشرف عليها وزارتا الدفاع والداخلية وكليات ديواني الوقفين السني والشيعي.
ولقد بلغ عدد الجامعات في العراق 51 جامعة حكومية (بضمنها 15 في إقليم كردستان) و91 جامعة وكلية أهلية (بضمنها 14 في إقليم كردستان)، وأكاديمية واحدة للشرطة. بإجمالي تجاوز 140 جامعة وأكاديمية تعمل داخل العراق، إلى جانب جامعة تابعة إلى وزارة الدفاع وأخرى تابعة إلى وزارة الداخلية وجامعتين تابعتين لكل من الوقف السني والوقف الشيعي.

## الجامعات الحكومية
| الاسم                                    | التأسيس               | مواقع الكليات | موقع إنترنت                                | ملاحظات |
| ---------------------------------------- | --------------------- | --- | ------------------------------------------ | --- |
| جامعة آل البيت                           | في بغداد سنة 1924     | لواء بغداد |                                            | - تأسست عام 1924 وحلت عام 1930. |
| جامعة بغداد                              | في بغداد سنة 1958     | - محافظة بغداد - مجمع الجادرية - مجمع باب المعظم - منطقة الوزيرية - منطقة الأعظمية - مجمع أبو غريب - منطقة النهضة | uobaghdad.edu.iq                           | - تعد من أكبر واقدم الجامعات في العراق - تعد أول جامعة عراقية حاصلة على تقييم منظمة كيو أس - أول كلية تأسست في جامعة بغداد هي كلية القانون في عام 1908 (كانت تسمى سابقاً باسم مدرسة الحقوق) - صنفتها ويبتروميكس من أفضل الجامعات العراقية. - تعتبر جامعة بغداد أول جامعة عراقية تدخل موسوعة غينيس للأرقام القياسية. - دخلت جامعة بغداد عام 2018 لأول مرة في تاريخها تصنيف صحيفة التايمز للتعليم العالي والبحث العلمي بمرتبة 801–1000 من بين 1250 جامعة بالعالم، بعد أن سجل باحثوها أكثر من سبعة آلاف بحث عالمي في مستوعبات سكوبس. |
| الجامعة المستنصرية                       | في بغداد سنة 1963     | - محافظة بغداد | uomustansiriyah.edu.iq                     | - تأسست الجامعة المستنصرية عام 1963 م وقد اشتق اسمها من تراث الحضارة العربية وحملت اسم المدرسة المستنصرية العباسية التي كانت من أقدم المؤسسات الجامعية في التاريخ العربي الإسلامي والعالمي. وبدأت الجامعة مسيرتها الأولى بجامعة أهلية لغاية العام الدراسي 1974 - 1975 ثم أصبحت بعدها جامعة رسمية لها إمكاناتها الواسعة. |
| جامعة البصرة                             | في البصرة سنة 1967    | - محافظة البصرة                                                                                                   | uobasrah.edu.iq                            | - جدير بالذكر أن جامعة البصرة هي إحدى أكبر وأقدم الجامعات في العراق. تقع في مدينة البصرة، مركز محافظة البصرة في جنوب العراق. - تضمّ الجامعة العديد من الكليات ذات التخصصات المختلفة الطبية والهندسية والعلمية والأدبية. - كانت لجامعة البصرة فروع في ميسان وذي قار والتي أصبحت جامعات مستقلة فيما بعد. |
| جامعة الموصل                             | في الموصل سنة 1967    | - محافظة نينوى | aun.edu.IQ                                 | - كانت كلية الهندسة في جامعة الموصل نواة تأسيسها تابعة لجامعة بغداد - تعد ثاني أكبر جامعات العراق بعد جامعة بغداد. |
| الجامعة التكنولوجية                      | في بغداد سنة 1975     | - محافظة بغداد | uotechnology.edu.iq                        | - يرجع أصل الجامعة إلى عام 1960 حيث وردت فكرة تأسيس معهد إعداد المعلمين الصناعيين من قبل وزارة التربية بالتعاون مع اليونسكو، والذي تغير اسمه بعد أشهر قليلة إلى المعهد الصناعي العالي. - في عام 1967 استبدل المعهد الصناعي العالي إلى كلية الهندسة الصناعية، وعدل فيما بعد إلى كلية الهندسة التكنولوجية مرتبطة بجامعة بغداد. - فك ارتباط كلية الهندسة التكنولوجية وصدر قرار تأسيس الجامعة التكنولوجية في 1 نيسان 1975. |
| جامعة الكوفة                             | في النجف سنة 1987     | - محافظة النجف | uokufa.edu.iq/ar/                          | - كانت تضم كليتي الطب والتربية للبنات، وجدير بالذكر أن كلية الطب كانت قد تأسست قبل ذلك بعقد تقريبا وكانت تابعة للجامعة المستنصرية. |
| جامعة تكريت                              | في تكريت سنة 1987     | - محافظة صلاح الدين                                                                                               | tu.edu.iq                                  | - بدأ تأسيسها بكيلتي التربية بنات والطب أصبح عدد كلياتها اليوم (22) كلية و(8) مراكز بحوث وعدد من المكاتب الاستشارية |
| جامعة القادسية                           | في الديوانية سنة 1987 | - محافظة القادسية                                                                                                 | qu.edu.iq                                  | - أصبح عدد الكليات 18 كلية |
| جامعة الأنبار                            | في الرمادي سنة 1987   | - محافظة الأنبار                                                                                                  | uoanbar.edu.iq                             | - ضمت الجامعة عند تأسيسها كليتين هما التربية للبنات والتربية ثم تطورت ليصبح عدد كلياتها في العام الدراسي 2006-2007 إلى (16) كليةً بأقسام وتخصصات علمية مختلفة |
| الجامعة العراقية                         | في بغداد سنة 1989     | - محافظة بغداد | aliraqia.edu.iq                            | - أسست الجامعة العراقية إحدى تشكيلات وزارة التعليم العالي والبحث العلمي عام 1989م، وهي جامعة متخصصة في تدريس الطب وطب الأسنان والهندسة والقانون والإدارة والاقتصاد والآداب والتربية والإعلام والعلوم الإسلامية، فضلا عن علوم متنوعة أخرى. |
| جامعة بابل                               | في بابل سنة 1991      | - محافظة بابل | uobabylon.edu.iq                           | - تضم 18 كلية. |
| جامعة النهرين                            | في بغداد سنة 1987     | - محافظة بغداد | nahrainuniv.edu.iq                         | - كانت تسمى بجامعة صدام حتى عام 2003 - تضم مجمعين أحدهما في الجادرية الذي يضم كليات الهندسة والعلوم والعلوم السياسية وهندسة المعلومات وكلية اقتصاديات الأعمال وكلية التقنيات الحيوية ومركز بحوث التقنيات الإحيائية ومركز النهرين للتدريب على الحامض النووي العدلي ومركز الطاقة المتجددة النانوية ومركز الحاسبة الألكترونية، أما المجمع الآخر في الكاظمية فيضم كليات الطب والحقوق والصيدلة والمعهد العالي لتشخيص العقم والتقنيات المساعدة على الإنجاب.                                                                            |
| جامعة ديالى                              | في ديالى سنة 1998     | - محافظة ديالى | uodiyala.edu.iq                            | - كانت بعض كليات الجامعة قبل تأسيسها تتبع الجامعة المستنصرية. - تضم الجامعة ثلاثة عشر كلية ذات تخصص علمي وإنساني وتضم أيضاً عدداً من مراكز البحثية والاستشارية. |
| جامعة كربلاء                             | في كربلاء سنة 2002    | - محافظة كربلاء                                                                                                   | uokerbala.edu.iq                           | - تأسست عام 2002، ويبعد الحرم الجامعي حوالي (6 كم) عن المدينة القديمة. وهنالك ما يقارب من (12 ألف) طالب يدرسون في (16) كلية. |
| جامعة ذي قار                             | في الناصرية سنة 2002  | - محافظة ذي قار                                                                                                   | utq.edu.iq                                 | - تضم الجامعة 13 كلية. - تعد كلية التربية نواة تأسيس الجامعة |
| جامعة كركوك                              | في كركوك سنة 2003     | - محافظة كركوك | uokirkuk.edu.iq/                           | - تأسست عام 2003 وضمت حينها 4 كليات فقط، ثم توسعت الجامعة لتضم كليات أكثر. |
| جامعة واسط                               | في واسط سنة 2003      | - محافظة واسط | uowasit.edu.iq                             | - تضم خمسة عشر كلية علمية وإنسانية وخمساً وخمسين قسماً علمياً، كانت كليات التربية والإدارة والاقتصاد وكلية العلوم نواة تأسيس الجامعة. |
| جامعة ميسان                              | في العمارة سنة 2007   | - محافظة ميسان | uomisan.edu.iq                             | - تضم الجامعة 11 كلية. |
| جامعة المثنى                             | في المثنى سنة 2007    | - محافظة المثنى                                                                                                   | mu.edu.iq                                  | - تضم الجامعة 16 كلية علمية وإنسانية. |
| جامعة سامراء                             | في سامراء سنة 2014    | - محافظة صلاح الدين                                                                                               | uosamarra.edu.iq                           | - تتكون من 6 كليات، كانت تابعة لجامعة تكريت ثم انفصلت وأصبحت نواة جامعة سامراء |
| جامعة سومر                               | في ذي قار سنة 2014    | - محافظة ذي قار                                                                                                   | uos.edu.iq                                 | - تعد جامعة حديثة التأسيس - عضوة في اتحاد الجامعات العربية - تأسست كلية الإدارة والاقتصاد في عام 2008 وتعد البذرة لإنشاء جامعة سومر يذكر أنها كانت تابعة لجامعة ذي قار |
| جامعة القاسم الخضراء                     | في بابل سنة 2014      | - محافظة بابل | uoqasim.edu.iq                             | - كانت كليتي الزراعة والطب البيطري النواة لتأسيس الجامعة حيث كانت تتبع جامعة بابل، ثم انفصلت وصدر الأمر بإنشاء جامعة القاسم الخضراء عام 2012. - تحوي على 6 كليات. |
| جامعة الفلوجة                            | في الفلوجة سنة 2014   | - محافظة الأنبار                                                                                                  | uofallujah.edu.iq                          | - تضم الجامعة 6 كليات. |
| جامعة جابر بن حيان الطبية                | في النجف سنة 2014     | - محافظة النجف | jmu.edu.iq                                 | - تعد أول جامعة عراقية تتخصص بالطب والعلوم المتعلقة به فقط في العراق. - تضم الجامعة 4 كليات، وهي كلية التمريض وكلية الصيدلة وكلية طب الأسنان وكلية الطب. - تعد الجامعة الثانية بعد جامعة الكوفة في النجف، كما أنه قد وضع حجر الأساس لمجمعها في عام 2014. |
| جامعة البصرة للنفط والغاز                | في البصرة سنة 2014    | محافظة البصرة | buog.edu.iq                                | - تعد أول جامعة عراقية متخصصة في مجال الصناعة النفطية والغازية والطاقة. - تضم الجامعة كليتين الآن، وهي كلية هندسة النفط والغاز، وكلية الإدارة الصناعية للنفط والغاز، ومن المُخطط أن تضم الجامعة بالإضافة إلى الكليتان السابقتان ذكرهما، كليتان أخرى تُسمى كلية هندسة العمليات الاستخراجية للنفط والغاز، وكلية هندسة العمليات الصناعية للنفط والغاز. |
| جامعة الكرخ للعلوم                       | في بغداد سنة 2014     | محافظة بغداد | kus.edu.iq                                 | - كان القرار بإنشاء الجامعة من خلال نقل كلية التقانات الحيوية التطبيقية في جامعة النهرين وكلية العلوم التطبيقية في الجامعة التكنولوجية إلى جامعة الكرخ. - ما تزال كلية التقانات الحيوية التطبيقية مرتبطة بجامعة النهرين وكذلك كلية العلوم التطبيقية مرتبطة بالجامعة التكنولوجية. |
| جامعة تكنولوجيا المعلومات والاتصالات     | في بغداد سنة 2014     | محافظة بغداد | uoitc.edu.iq                               | - تضم مركزين علميين ومعهدا للدراسات العليا وكلية معلوماتية الأعمال |
| جامعة بغداد للبنات                       | في بغداد سنة 2014     | محافظة بغداد | .                                          | - كان هنا اقتراح لتأسيس جامعة بغداد للبنات من أربع كليات هي كلية التربية للبنات، وكلية العلوم للبنات، وكلية التربية الرياضية في جامعة بغداد، فضلاً عن كلية التربية للبنات في الجامعة العراقية. - رئيسة الجامعة هي الدكتورة إيناس الربيعي - الكليات ما تزال مرتبطة بجامعاتها الأولى لحد الآن. |
| جامعة نينوى                              | في الموصل سنة 2014    | محافظة نينوى | uoninevah.edu.iq                           | - استحدثت من عدد من الكليات التابعة لجامعة الموصل. |
| جامعة الحمدانية                          | في الحمدانية سنة 2014 | - محافظة نينوى | uohamdaniya.edu.iq                         | - استحدثت من عدد من الكليات التابعة لجامعة الموصل. |
| جامعة تلعفر                              | في تلعفر سنة 2014     | محافظة نينوى | uotelafer.edu.iq                           | - استحدثت من عدد من الكليات التابعة لجامعة الموصل. |
| الجامعة التقنية الوسطى                   | في بغداد سنة 2014     | وسط العراق: - محافظة بغداد - محافظة الأنبار - محافظة واسط - محافظة ديالى                                          | mtu.edu.iq                                 | - تأسست الجامعة عام 2014 إلا أقدم معاهدها وهو المعهد الطبي التقني في بغداد تأسس عام 1966 وأن الكلية التقنية الهندسية تأسست عام 1993. - يضم كليات تقنية وتطبيقية في محافظة بغداد ومعاهد في محافظات بغداد والأنبار واسط وديالى. - تتبع هيئة التعليم التقني |
| الجامعة التقنية الجنوبية                 | في البصرة سنة 2014    | جنوب العراق: - محافظة البصرة - محافظة ميسان - محافظة ذي قار                                                       | stu.edu.iq                                 | - تضم عددا من الكليات التقنية والمعاهد التقنية والإدارية في محافظات البصرة وميسان وذي قار. - تأسست عام 2014 إلا أن الكلية التقنية في البصرة تأسست عام 1994. - تتبع هيئة التعليم التقني |
| الجامعة التقنية الشمالية                 | في الموصل سنة 2014    | شمال العراق: - محافظة نينوى - محافظة كركوك - محافظة صلاح الدين                                                    | Ntu.edu.iq موقع (الجامعة التقنية الشمالية) | - تضم عددا من الكليات التقنية والمعاهد التقنية والإدارية في محافظات نينوى وكركوك وصلاح الدين. - تتبع هيئة التعليم التقني |
| جامعة الفرات الأوسط التقنية              | في بابل سنة 2014      | الفرات الأوسط: - محافظة بابل - محافظة كربلاء - محافظة المثنى - محافظة النجف - محافظة القادسية                     | atu.edu.iq                                 | - تضم عددا من الكليات التقنية والمعاهد التقنية والإدارية في محافظات بابل وكربلاء والنجف والقادسية والمثنى. - تتبع هيئة التعليم التقني |
| جامعة ابن سينا للعلوم الطبية والصيدلانية | في بغداد 2014         | محافظة بغداد | ibnsina.edu.iq                             | - استحدثت عام 2014. - افتتح القبول في كلية طب الأسنان عام 2016. |
| جامعة الشطرة                             | في الشطرة 2023        | محافظة ذي قار |                                            | تضم 3 كليات هي: - الطب البيطري - التربية - الهندسة، وفيها 3 أقسام |

### صور

جامعة الاسراء

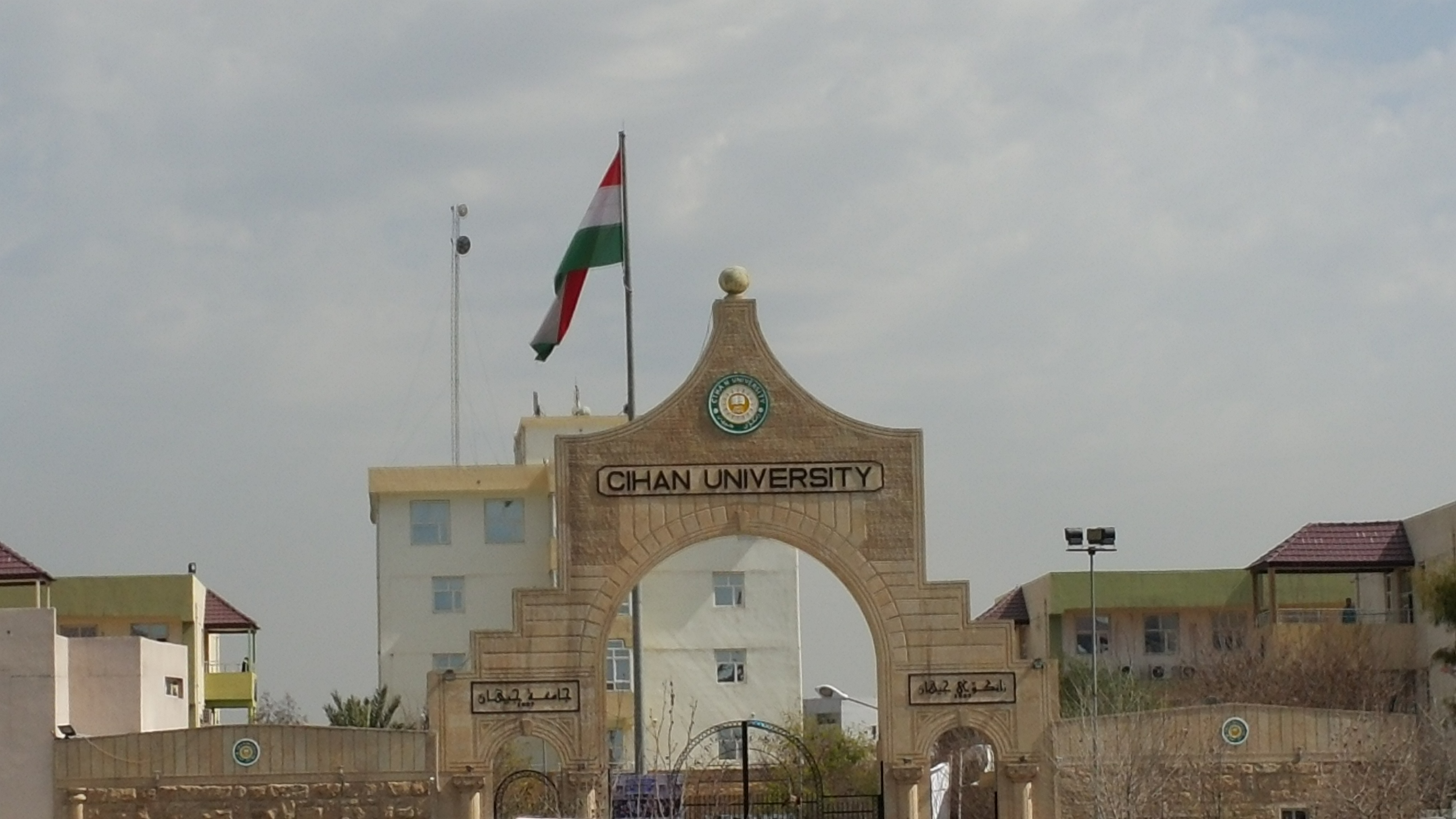
جامعة جيهان.

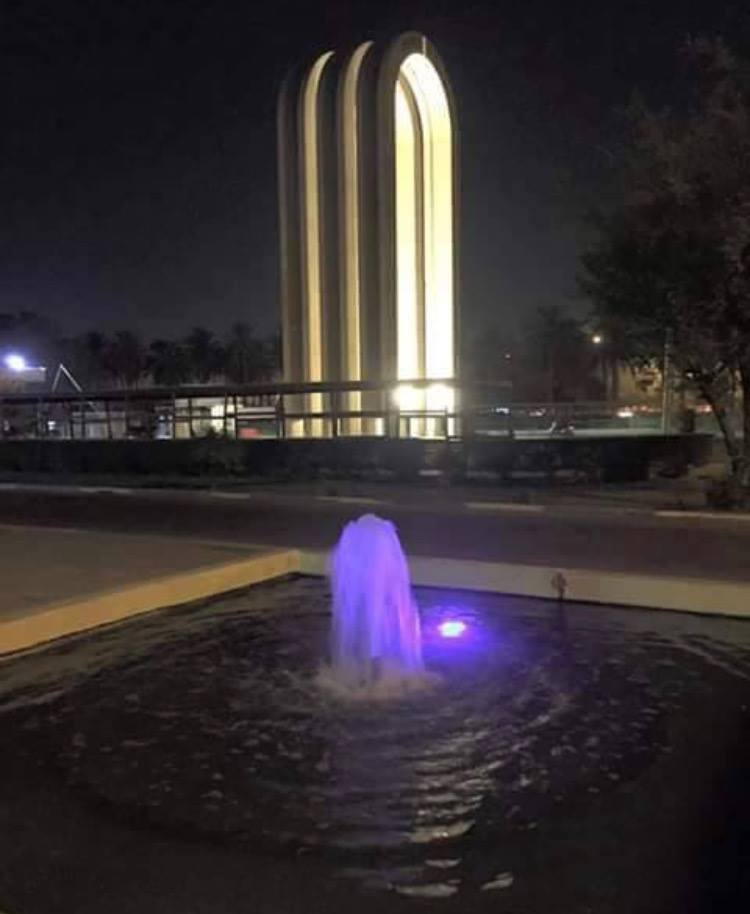
جامعة بغداد نافورة جامعة بغداد وتظهر خلفها بوابة.
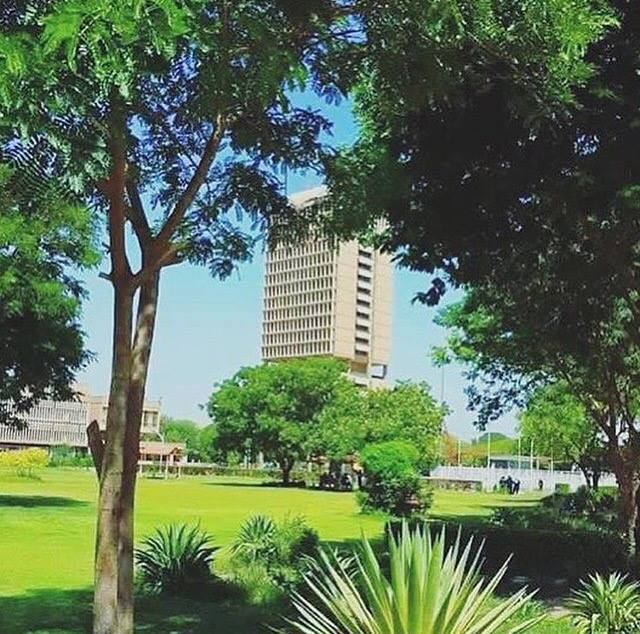
برج جامعة بغداد من جهة ثانية.
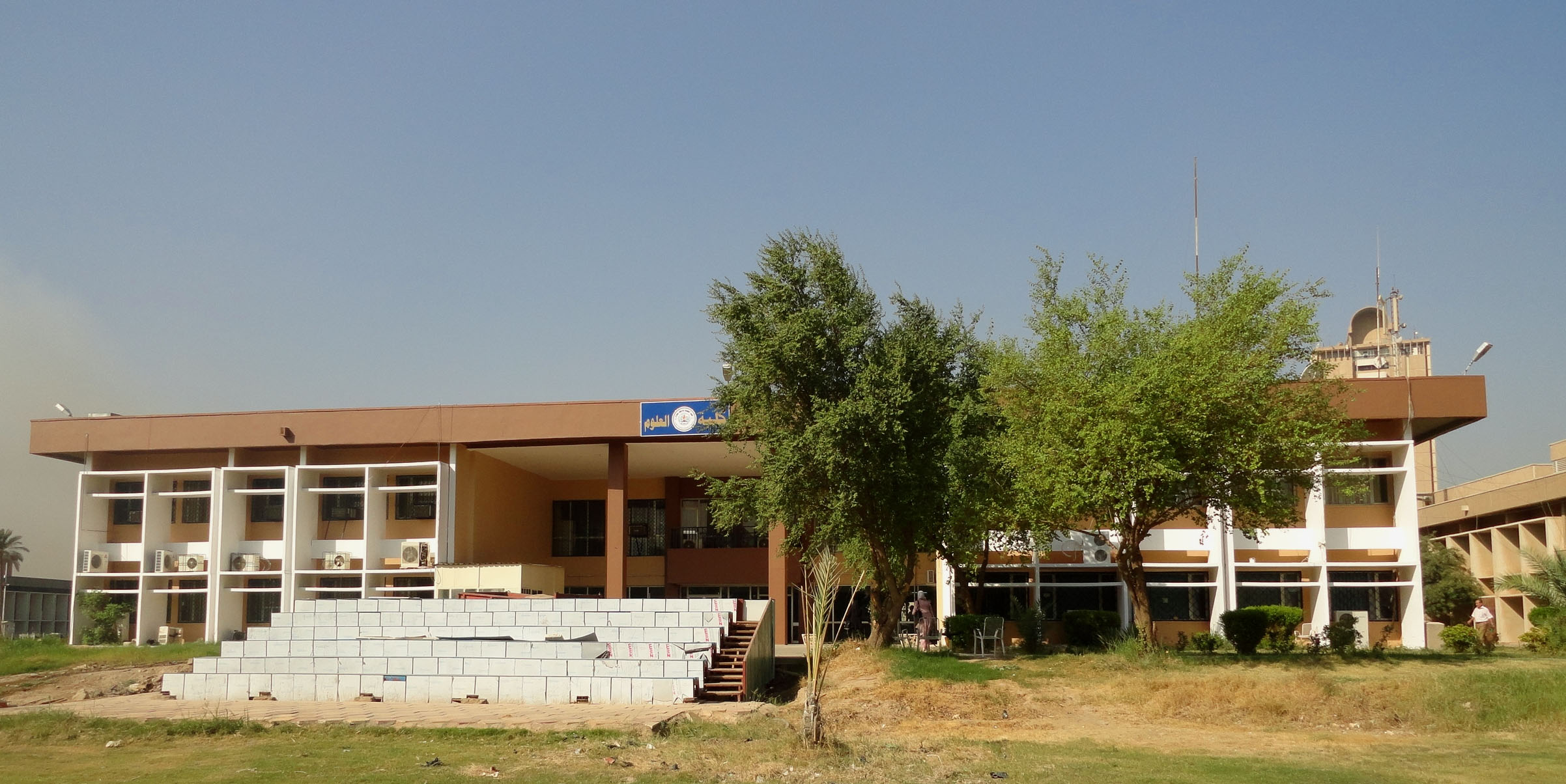
كلية العلوم، جامعة بغداد
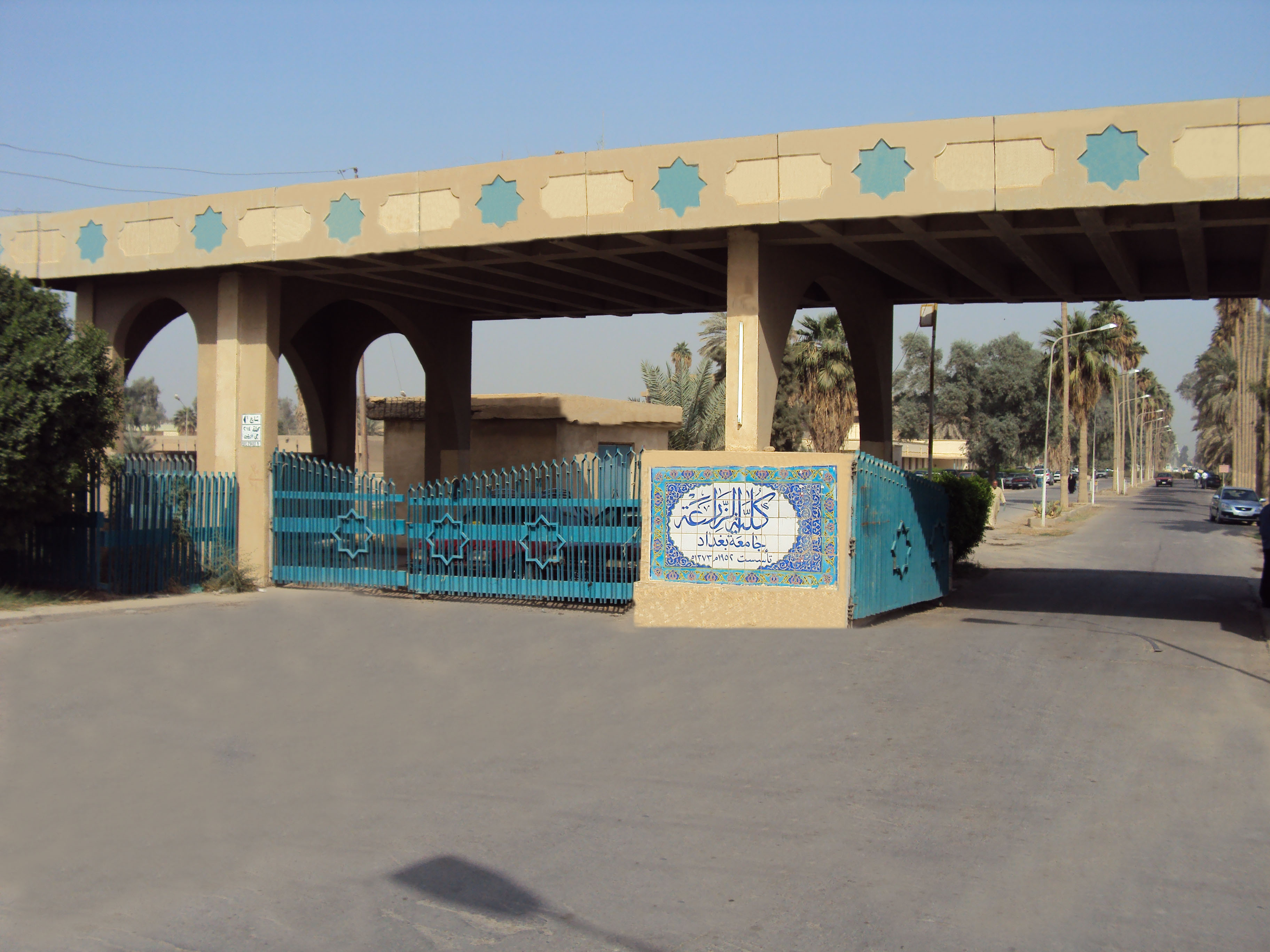
كلية الزراعة، جامعة بغداد
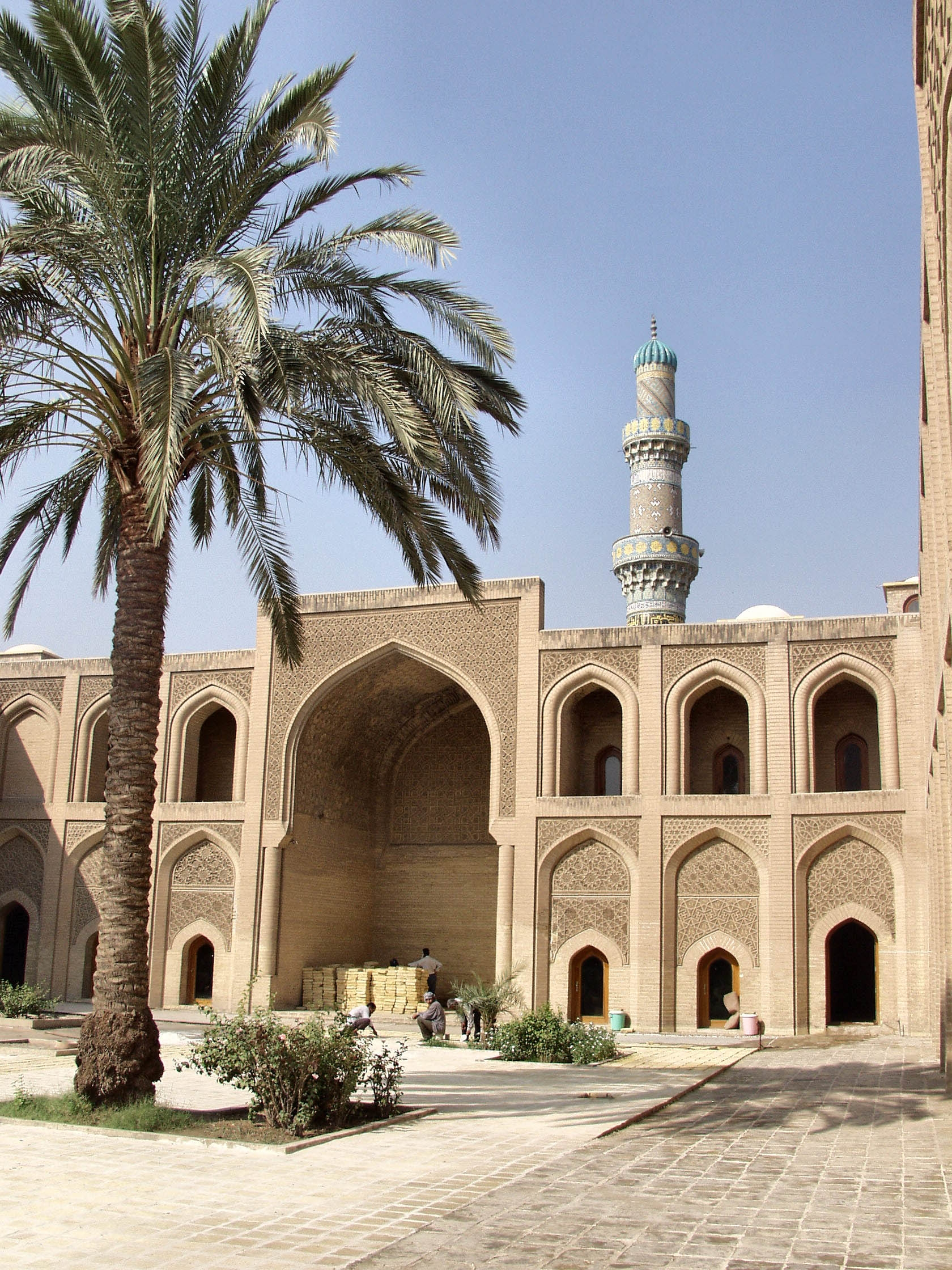
مبنى المدرسة المستنصرية التاريخي في بغداد.

## الكليات والجامعات الأهلية
أدناه قائمة الجامعات والكليات الأهلية. لا يشير تاريخ التأسيس إلى التاريخ الفعلي للتأسيس بل إلى تاريخ حصول الكلية أو الجامعة على اعتراف وزارة التعليم العالي والبحث العلمي.
| الاسم                                   | التأسيس                  | مواقع الكليات | موقع إنترنت                                                 | ملاحظات |
| --------------------------------------- | ------------------------ | --- | ----------------------------------------------------------- | --- |
| جامعة الحكمة                            | في بغداد سنة 1956        | لواء بغداد |                                                             | - أول جامعة أهلية في العراق - أسست من قبل الآباء اليسوعيين وكانت تَضم كادر تدريسي وإداري ممَتاز - تحتوي على ثلاث كليات هي كليات الأدب والتجارة والهندسة - وبعد ثورة 17 تموز 1968 وأستلام حزب البعث العراقي الحكم في العراق، صدر قانون جامعة الحكمة رقم 190 لسنة 1968، الذي جعل لغة الدراسة من الإنجليزية إلى العربية، ثم صَدر في عام 1969 قرار مجلس قيادة الثورة رقم 342 في عام 1969 بحل الجامعة ودمج كلياتها بجامعة بغداد. |
| جامعة التراث الأهلية                    | في بغداد سنة 1988        | - محافظة بغداد | turath.edu.iq                                               | - أول كلية أهلية - تأسست عام 1988 - موقها في حي المنصور في بغداد - تضم 6 أقسام. |
| كلية المنصور الجامعة                    | في بغداد سنة 1988        | - محافظة بغداد | muc.edu.iq                                                  | - واحدة من أقدم الكليات الأهلية في العراق - تضم 9 أقسام - تقع قرب ساحة الأندلس في بغداد |
| كلية الرافدين الجامعة                   | في بغداد سنة 1988        | - محافظة بغداد | raf.coalrafidain.edu.iq                                     | - واحدة من أقدم الكليات الأهلية في العراق - مقرها في شارع فلسطين في بغداد - تضم 12 قسما |
| كلية المأمون الجامعة                    | في بغداد سنة 1990        | - محافظة بغداد | almamonuc.edu.iq                                            | - واحدة من أقدم الكليات الأهلية في العراق - تأسست عام 1987 وكان اسمها كلية نقابة المعلمين الجامعة. وغير أسمها لاحقاً في عام 1994 إلى ما هو عليه. - موقعها في حي الإسكان في بغداد - تضم 12 قسما |
| كلية شط العرب الجامعة                   | في البصرة سنة 1993       | - محافظة البصرة | sa-cu.net                                                   | - أول كلية أهلية خارج بغداد وفي البصرة - تضم 6 أقسام |
| كلية المعارف الجامعة                    | في الرمادي سنة 1993      | - محافظة الأنبار | auc-edu.org                                                 | - تضم 6 أقسام |
| كلية الحدباء الجامعة                    | في الموصل سنة 1994       | - محافظة نينوى | hcu.edu.iq                                                  | - تضم 7 أقسام. |
| كلية بغداد للعلوم الاقتصادية الجامعة    | في بغداد سنة 1996        | - محافظة بغداد | baghdadcollege.edu.iq                                       | - تأسست عام 1996 بخمس أقسام. - تضم 5 أقسام وهي: قسم هندسة تقنيات الحاسوب، وقسم علم الحاسوب، وقسم العلوم المالية والمصرفية، وقسم المحاسبة، وقسم إدارة الأعمال. |
| كلية اليرموك الجامعة                    | في بعقوبة سنة 1996       | - محافظة ديالى | al-yarmok.edu.iq                                            | - تضم 7 أقسام وهي: قسم اللغة الإنجليزية، وقسم القانون، وقسم علوم الحاسوب، وقسم هندسة تقنيات الحاسوب، وقسم تقنيات التحليلات المرضية، وقسم طب الأسنان، وقسم الصيدلة. |
| كلية بغداد للصيدلة                      | في بغداد سنة 2000        | - محافظة بغداد |                                                             | - تضم قسماً واحداً وهو الصيدلة. |
| جامعة أهل البيت                         | في كربلاء سنة 2004       | - محافظة كربلاء | abu.edu.iq                                                  | - تضم 6 كليات وبمجموع 10 أقسام. - تقع في كربلاء - يعتبر محسن باقر محمد مؤسس الجامعة. |
| الجامعة الاسلامية                       | في النجف سنة 2004        | - محافظة النجف | iunajaf.edu.iq                                              | - تأسست في مدينة النجف عام 2004 واعترف بها بنفس العام. - فروع الكلية في بقية المحافظات غير مُعترف بها. - تضم الكلية 10 أقسام. |
| كلية دجلة الجامعة                       | في بغداد سنة 2004        | - محافظة بغداد | http://www.duc.edu.iq/                                      | - تضم 13 قسما. - تأسست عام 2004 |
| كلية السلام الجامعة                     | في بغداد سنة 2005        | - محافظة بغداد | alsalam.edu.iq                                              | - كان اسمها عند تأسيسها كلية الشيخ محمد الكسنزان الجامعة - تأسست عام 2003 إلا أنها حصلت على اعتراف وزارة التعليم العالي والبحث العلمي في عام 2005. - تضم 7 أقسام. |
| جامعة الكفيل                            | في النجف سنة 2005        | - محافظة النجف | alkafeel.edu.iq                                             | - تضم 8 أقسام. - تأسست عام 2003. - الكلية تابعة للعتبة العباسية. - حُولت إلى جامعة في عام 2018 |
| كلية مدينة العلم الجامعة                | في بغداد سنة 2005        | - محافظة بغداد | mauc.edu.iq                                                 | - تضم 8 أقسام. - تأسست في عام 2004 |
| كلية الشيخ الطوسي الجامعة               | في النجف سنة 2006        | - محافظة النجف | altoosi.edu.iq                                              | - تضم 4 أقسام |
| جامعة الإمام جعفر الصادق                | في بغداد سنة 2009        | - محافظة بغداد - محافظة ميسان - محافظة النجف - محافظة المثنى - محافظة ذي قار - محافظة ديالى - محافظة صلاح الدين - محافظة كركوك | sadiq.edu.iq                                                | - تحتوي على 4 كليات وهي: كلية القانون، وكلية الآداب، وكلية تكنولوجيا المعلومات، وكلية العلوم الإدارية والمالية. - لديها أفرع في محافظة بغداد، وميسان، والنجف، والمثنى، وذي قار، وديالى، وكركوك، وصلاح الدين. |
| كلية الرشيد الجامعة                     | في بغداد سنة 2010        | - محافظة بغداد | alrasheedcol.edu.iq                                         | - تأسست عام 2009 - تضم 9 أقسام. |
| كلية العراق الجامعة                     | في البصرة سنة 2010       | - محافظة البصرة | iraqiuniversity.net                                         | - تضم 5 أقسام - تأسست عام 2005 لكنها حصلت على اعتراف وزارة التعليم العالي والبحث العلمي في عام 2010. |
| كلية صدر العراق الجامعة                 | في بغداد سنة 2010        | - محافظة بغداد | saderaliraqcollege.com                                      | - تقع في مدينة الكاظمية. - تأسست عام 2010. - تتضمن خمسة أقسام وهي: قسم القانون، وقسم الصحافة، وقسم تقنيات التحليلات المرضية، وقسم العلوم السياسية، وقسم العلوم المالية والمصرفية. |
| كلية القلم الجامعة                      | في كركوك سنة 2010        | - محافظة كركوك | alqalam.edu.iq                                              | - تأسست عام 2010 - تضم 10 أقسام. |
| كلية الحسين الهندسية الجامعة            | في كربلاء سنة 2010       | - محافظة كربلاء | huciraq.edu.iq                                              | - تضم 5 أقسام والتي هي: الهندسة الإلكترونية والاتصالات، وهندسة الحاسوب وتكنولوجيا المعلومات، وهندسة إلكترونيك، وهندسة تقنيات الأجهزة الطبية، وطب الأسنان. |
| كلية الحكمة الجامعة                     | في بغداد سنة 2010        | - محافظة بغداد | zuzan.net                                                   | - تأسست عام 2009 بقرار من مجلس الوزراء. - تضم 4 أقسام والتي هي كل من: قسم القانون، وقسم آداب اللغة العربية، وقسم الدراسات الإسلامية، وقسم هندسة تقنيات الحاسوب. |
| كلية المستقبل الجامعة                   | في بابل سنة 2010         | محافظة بابل | https://uomus.edu.iq                                        | - تضم 13 قسم. - تأسست سنة 2010 بموجب قرار مجلس الوزراء رقم 427 لسنة 2009 جلسة رقم 45 بتاريخ 12 ديسمبر، 2009 بالموافقة على منح اجازة التأسيس للكلية. |
| كلية الحلة الجامعة                      | في بابل سنة 2011         | محافظة بابل | hillaun-college.website                                     | - تضم 11 قسماً. |
| كلية أصول العلم الجامعة                 | في بغداد سنة 2011        | محافظة بغداد | ouc.edu.iq                                                  | - تضم الكلية 7 أقسام. - فروع الكلية في المحافظات الأخرى غير بغداد غير مُعترف بها. |
| كلية الإمام الجامعة                     | في بلد سنة 2010          | محافظة صلاح الدين | imamcollege2016                                             | - تضم 3 أقسام |
| جامعة الإسراء                           | في بغداد سنة 2011        | محافظة بغداد | esraa.edu.iq                                                | - تضم الكلية 30 قسماً. |
| كلية الصفوة الجامعة                     | في كربلاء سنة 2013       | محافظة كربلاء | alsafwa.edu.iq                                              | - تضم الكلية 10 أقسام. |
| جامعة الكتاب                            | في ألتون كوبري سنة 2013  | محافظة كركوك | uoalkitab.edu.iq                                            | - تحتوي على 9 كليات: والتي هي: طب الأسنان ، والصيدلة والكلية التقنية الطبية، وكلية التمريض، وكلية الهندسة، والكلية التقنية الهندسية، وكلية القانون والعلاقات الدولية، وكلية العلوم الإدرية والمالية. |
| كلية الكوت الجامعة                      | في الكوت سنة 2013        | محافظة واسط | alkutcollege.edu.iq                                         | - تضم 6 أقسام وتضم كل من: إدارة الأعمال، وهندسة الليزر والالكترونيات البصرية، واللغة العربية، وتقنيات التحليلات المرضية، والقانون، وعلوم القرآن والتربية الإسلامية. |
| جامعة المصطفى                           | في بغداد سنة 2013        | محافظة بغداد | almustafauniversity.com                                     | - تضم الأقسام التالية وهي كل من: تقنيات التحليلات المرضية، وهندسة تقنيات الحاسوب، والمحاسبة، والقانون، والهندسة المدنية، والصيدلة والتربية الرياضية وطب الأسنان. |
| كلية النور الجامعة                      | في قضاء الشيخان سنة 2013 | محافظة نينوى | alnooruni.com                                               | - تضم 6 أقسام: وهي كل من: طب الأسنان، وتقنيات التحليلات المرضية، والقانون، واللغة الإنجليزية، واللغة العربية، والتربية الرياضية. |
| كلية الفراهيدي الجامعة                  | في بغداد سنة 2013        | محافظة بغداد | alfarahidiuc.edu.iq                                         | - تضم 15 قسماً. |
| كلية الكنوز الجامعة                     | في البصرة سنة 2013       | محافظة البصرة | kunoozu.edu.iq                                              | - تضم 4 أقسام |
| كلية الفارابي الجامعة                   | في بغداد سنة 2013        | محافظة بغداد | alfarabiuc.edu.iq                                           | - تضم 9 أقسام |
| كلية الباني الجامعة                     | في بغداد سنة 2013        | محافظة بغداد | albaniuniversitycollege                                     | - تضم 3 أقسام - تقع الكلية في حي اليرموك |
| كلية الطف الجامعة                       | في كربلاء سنة 2013       | محافظة كربلاء | altuff.edu.iq                                               | - تضم 3 أقسام |
| كلية ابن حيان الجامعة                   | في كربلاء سنة 2014       | محافظة كربلاء | ihuc.edu.iq                                                 | - تضم 4 أقسام |
| كلية النخبة الجامعة                     | في بغداد سنة 2014        | محافظة بغداد | www.alnukhba-edu                                            | - تضم 16 قسم - موقع الكليةخلف نقابة الصيادلة في المنصور |
| كلية النسور الجامعة                     | في بغداد سنة 2014        | محافظة بغداد | nuc.edu.iq                                                  | - تضم 5 أقسام - موقع الكلية قرب ساحة النسور ومجاور برج بغداد. - حصلت على موافقة مجلس الوزراء في عام 2012، وعلى اعتراف وزارة التعليم العالي في عام 2014. |
| كلية الفقه الجامعة                      | في النجف سنة 2014        | محافظة النجف | fqh.uokufa.edu.iq                                           | - تضم قسمين |
| كلية بلاد الرافدين الجامعة              | في ديالى سنة 2014        | محافظة ديالى | bauc14.edu.iq                                               | - تضم 17 قسماً. - فروع الكلية في المحافظات والأقضية غير مُعترف بها وفقاً لوزارة التعليم العالي والبحث العلمي. |
| كلية الآمال الجامعة                     | في بغداد سنة 2015        | محافظة بغداد |                                                             | - تضم 3 أقسام - اسمها السابق هو الكفاءات العراقية وكان ذلك قبل الاعتراف بها. |
| كلية البصرة الجامعة للعلوم والتكنولوجيا | في البصرة سنة 2015       | محافظة البصرة | basrah-college.edu.iq                                       | - تضم 8 أقسام |
| جامعة أوروك                             | في بغداد سنة 2015        | محافظة بغداد | urukuni.com uruk.edu.iq                                     | - تضم 6 كليات وهي: كلية طب الأسنان، والصيدلة، والقانون، والهندسة، والتقنيات الطبية والصحية، والإدارة والأقتصاد. |
| الجامعة الوطنية للعلوم والتكنولوجيا     | في الناصرية سنة 2015     | محافظة ذي قار | nust.edu.iq                                                 | - تحتوي على ثلاث كليات: وهي كلية الصيدلة، وطب الأسنان، والتمريض. |
| كلية الهادي الجامعة                     | في بغداد سنة 2015        | محافظة بغداد | huc.edu.iq نسخة محفوظة 6 سبتمبر 2017 على موقع واي باك مشين. | - تحتوي على تسعة أقسام: وهي كل من اللغة العربية، وعلم النفس، والإدارة التربوية، والتمريض، وطب الأسنان، وتقنيات التحليلات المرضية، والتقنيات المالية والمحاسبية، وهندسة تقنيات الأجهزة الطبية، وهندسة العمارة. |
| جامعة البيان                            | في بغداد سنة 2016        | محافظة بغداد | albayanuni.iq                                               | - تضم 6 كليات: كلية طب الأسنان، وكلية الصيدلة، وكلية تقنيات التحليلات المرضية، وكلية التمريض، وكلية القانون، وكلية إدارة الأعمال. |
| معهد العلمين للدراسات العليا            | في النجف سنة 2013        | محافظة النجف | www.alalamain.info                                          | - تضم قسمين: هما العلوم السياسية والقانون. |
| جامعة وارث الأنبياء                     | في كربلاء سنة 2017       | محافظة كربلاء | uowa.edu.iq                                                 | - تتبع العتبة الحسينية - تتكون من أربعة كليات وهي: إدارة الأعمال، والقانون، والهندسة المدنية، والتمريض. |
| كلية آشور الجامعة                       | في بغداد سنة 2016        | محافظة بغداد | au.edu.iq                                                   | - تضم 3 أقسام، والتي هي الصيدلة، الهندسة المدنية، والتحليلات المرضية. - تأسست عام 2016. |
| كلية المنارة الجامعة                    | في العمارة سنة 2017      | محافظة ميسان | uomanara.edu.iq                                             | - تضم 4 أقسام - تأسست عام 2017 بموافقة مجلس الوزراء. |
| جامعة الأمين                            | الوزيرية، بغداد سنة 2017 | محافظة بغداد | mau.edu.iq                                                  | - تضم 3 كليات وهي القانون، والآداب (قسمين)، والفقه (قسمين أيضا). |
| جامعة العميد                            | في كربلاء سنة 2017       | محافظة كربلاء | alameed.iq                                                  | - تضم 3 كليات وهي الطب وطب الأسنان والتمريض. |
| جامعة العين                             | في الناصرية سنة 2017     | محافظة ذي قار | alayen.edu.iq                                               | - تضم 3 كليات وهي الصيدلة وطب الأسنان وهندسة النفط. |
| كلية العمارة الجامعة                    | في العمارة سنة 2017      | محافظة ميسان | alamarahcollege.net                                         | - حصلت على اعتراف الوزارة عام 2017. - تضم اربعة أقسام وهي: قسم هندسة النفط، وقسم هندسة تقنيات ميكانيك القوى، وقسم القانون، وقسم المحاسبة. |
| كلية الشرق الأوسط الجامعة الأهلية       | في أبي غريب سنة 2017     | محافظة بغداد |                                                             | - تضم ثلاث كليات، وهي: قسم علوم الحياة، وقسم القانون، وقسم اللغة العربية. |
| كلية المنارة للعلوم الطبية              | في العمارة سنة 2017      | محافظة ميسان | [uomanara.edu.iq/en/home/ uomanara.edu.iq]                  | - تضم ستة أقسام، وهي: الصيدلة وطب الأسنان وتقنيات التحليلات المختبرية وتقنيات الأدلة الجنائية وتقنيات الأشعة وتقنيات التخدير |
| كلية جنات العراق الأهلية                | في الرمادي سنة 2017      | محافظة الأنبار | jic.edu.iq                                                  | - تضم قسما واحدا هو قسم القانون. |
| جامعة الزهراء للبنات                    | في كربلاء سنة 2018       | محافظة كربلاء | alzahraa.university                                         | - تضم ثلاث كليات هي الصيدلة والتربية والتقنيات الصحية والطبية. |
| الجامعة الأمريكية في بغداد              | في بغداد سنة 2018        | محافظة بغداد | auib.edu.iq                                                 | - تضم ثلاث كليات هي كلية إدارة الأعمال وكلية العلاقات الدولية والسياسات العامة وكلية العلوم والآداب. |
| جامعة كلكامش الأهلية                    | في بغداد سنة 2019        | محافظة بغداد | gau.edu.iq                                                  | - تضم ثلاث كليات هي كلية التقنيات الصحية والطبية وكلية التربية وعلوم الرياضة وكلية العلوم السياسية. |
| جامعة المعقل الأهلية                    | في البصرة سنة 2020       | محافظة البصرة | almaaqal.edu.iq                                             | تضم كلا من: - كلية طب الأسنان - كلية الصيدلة - كلية القانون - الكلية التقنية الصحية التي تضم قسم التقنيات المختبرية - كلية الهندسة التي تضم: - قسم هندسة النفط - قسم الهندسة المدنية - قسم هندسة السيطرة والحاسبات - كلية الإدارة والاقتصاد التي تضم: - قسم إدارة الأعمال - كلية الآداب التي تضم: - قسم اللغة الأنكليزية - قسم الإعلام                                                                                   |
| جامعة المشرق الأهلية                    | في بغداد سنة 2020        | محافظة بغداد | uom.edu.iq                                                  | ... |
| جامعة ساوة                              | في السماوة سنة 2020      | محافظة المثنى | sawa-un.edu.iq                                              | تضم ثلاثة كليات بمجموع تسعة أقسام |
| كلية الهدى الجامعة                      | في الرمادي سنة 2020      | محافظة الأنبار | uoalhuda.edu.iq                                             | ... |
| كلية ابن خلدون الجامعة الأهلية          | في بغداد سنة 2020        | محافظة بغداد | ik.edu.iq                                                   | تضم أربعة أقسام |
| كلية الأمل للعلوم الطبية التخصصية       | في كربلاء سنة 2021       | محافظة كربلاء | alamal.edu.iq                                               | تضم ثلاثة أقسام |
| جامعة الشعب                             | في بغداد سنة 2022        | محافظة بغداد | alshaab.edu.iq                                              | تضم ثلاثة كليات بمجموع سبعة أقسام. |
| جامعة السراج                            | في الفلوجة سنة 2024      | محافظة الأنبار |                                                             | تضم 3 كليات: - كلية طب الأسنان - كلية التقنيات الطبية والصحية، وتضم الأقسام التالية: - قسم تقنيات صناعة الأسنان - قسم تقنيات التخدير - قسم تقنيات الأشعة والسونار - كلية الإدارة والاقتصاد، وتضم الأقسام التالية: - قسم المحاسبة - قسم العلوم المالية والمصرفية - قسم المحاسبة |
| جامعة النبراس الأهلية                   | في قضاء العلم سنة 2024   | محافظة صلاح الدين |                                                             | تضم ثلاثة كليات: - كلية التقنيات الطبية والصحية، وتضم الأقسام التالية: - قسم تقنيات المختبرات الطبية - قسم تقنيات البصرية - قسم تقنيات صناعة الأسنان - كلية القانون - كلية العلوم الإسلامية، وتضم الأقسام التالية: - قسم الشريعة - قسم أصول الدين - قسم العقيدة والفكر الإسلامي |
| جامعة قرطبة الأهلية                     | في النجف سنة 2024        | محافظة النجف |                                                             | تضم الكليات التالية: - كلية طب الأسنان - كلية التربية البدنية والعلوم الرياضية - كلية العلوم الأساسية |
| كلية عشتار الأهلية الجامعة              | في الحلة سنة 2024        | محافظة بابل |                                                             | تضم الأقسام التالية: - قسم التمريض - قسم تقنيات التخدير - قسم هندسة تقنيات الحاسوب |
| جامعة سومو الأهلية                      | في الحلة سنة 2024        | محافظة بابل |                                                             | تضم 3 كليات، وهي: - كلية طب الأسنان - كلية التقنيات الصحية والطبية، وتضم الأقسام التالية: - قسم تقنيات المختبرات الطبية - قسم تقنيات البصريات - قسم تقنيات الأشعة - كلية التربية البدنية وعلوم الرياضة |
| كلية سهل نينوى الجامعة                  | في برطلة سنة 2024        | محافظة نينوى |                                                             | تضم الأقسام التالية: - قسم طب الأسنان - قسم تقنيات المختبرات الطبية - قسم تقنيات الأشعة والسونار - قسم تقنيات التخدير - قسم هندسة الأجهزة الطبية |

## جامعات إقليم كردستان
| الاسم                    | التأسيس                | مواقع الكليات                                   | موقع إنترنت        | ملاحظات |
| ------------------------ | ---------------------- | ----------------------------------------------- | ------------------ | --- |
| جامعة السليمانية         | في السليمانية سنة 1968 | محافظة السليمانية                               | univsul.edu.iq     | - تأسست عام 1968، يقع الحرم الجامعي في السليمانية، في البداية كان هنالك ثلاث كليات فقط ثم تطورت بسبب الطلب الكبير على العلم. - في عام 1981 نقل الرئيس السابق صدام حسين الجامعة إلى أربيل وتم تغيير الاسم ليصبح جامعة صلاح الدين في عام 1992 تم إعادة جامعة السليمانية. - تضم 10 كليات                                                        |
| جامعة صلاح الدين         | في أربيل سنة 1968      | محافظة أربيل                                    | su.edu.krd         | - تضم 13 كلية - تأسست عام 1968 في السليمانية، في عام 1981 نقلت إلى أربيل وسميت باسم جامعة صلاح الدين - أقدم وأكبر جامعة شاملة في اقليم كردستان |
| جامعة دهوك               | في دهوك سنة 1992       | محافظة دهوك                                     | web.uod.ac/        | - أول الكليات التي انشأت في الجامعة هي كلية الطب وكلية الزراعة، بعد سنة 2003 (أي سقوط صدام) تطورت الجامعة وانشأت 14 كلية ومراكز بحوثية وعلمية، بحلول عام 2010 كان هنالك 9 كليات وفي العام الدراسي 2014-2015 أصبحت 17 كلية مع 75 قسم علمي. - الجامعة عضو في الرابطة الأوروبية للتعليم الدولي واتحاد الجامعات العربية والاتحاد الدولي للجامعات |
| جامعة كويه               | في كويه سنة 2003       | محافظة أربيل                                    | koyauniversity.org | - تحوي على 5 كليات - في عام 2001 قامت حكومة إقليم كردستان بفتح كلية التربية والشريعة والقانون وكانت تتبع جامعة السليمانية، ثم انفصلت وأصبحت النواة لجامعة كويه |
| جامعة هولير الطبية       | في أربيل سنة 2005      | محافظة أربيل                                    | hmu.edu.krd        | - تحوي على 4 كليات فقط. - تعد كلية الطب وكلية طب الأسنان وكلية الصيدلة وكلية التمريض النواة الرئيسية لأنشاء الجامعة، كما انها كانت تتبع جامعة صلاح الدين وانفصلت. |
| جامعة رابرين             | في رانية سنة 2011      | محافظة السليمانية                               | uor.edu.krd        | - تحوي على 5 كليات فقط. - تعد كلية الإنسانيات التي تأسست عام 2004 في رانية أول كليات الجامعة، وكانت تابعة لجامعة كوية. بعدها افتتحت كلية اللغات في قلدز. |
| جامعة كردستان            | في أربيل سنة 2006      | محافظة أربيل                                    | ukh.edu.krd        | - تحوي على 5 كليات فقط. - رئيس الجامعة هو نيجيرفان بارزاني، رئيس حكومة إقليم كردستان. |
| جامعة حلبجة              | في أربيل سنة 2010      | محافظة أربيل                                    | uoh.edu.iq         | - تضم 4 كليات |
| جامعة كرميان             | في كلار سنة 2010       | إدارة كرميان (جزء من محافظتي السليمانية وديالى) | garmian.edu.krd    | - تحوي على 5 كليات فقط في كلار وخانقين. |
| جامعة زاخو               | في زاخو سنة 2010       | محافظة دهوك                                     | uoz.edu.krd        | - تحوي على 5 كليات. - يعود تأسيس كليتي التجارة والتربية إلى عام 2005. |
| جامعة سوران              | في سوران سنة 2009      | محافظة أربيل                                    | soran.edu.iq       | - تحوي على 5 كليات بالإضافة لبعض المراكز العلمية. |
| جامعة جرمو               | في جمجمال سنة 2014     | محافظة السليمانية                               | charmouniversity   | - تعد الجامعة الرابعة عشر الحكومية في إقليم كردستان. - تأسست من 3 كليات. |
| جامعة السليمانية التقنية | في السليمانية سنة 1996 | محافظة السليمانية                               | spu.edu.iq         | - تضم 13 معهدا وكلية تقنية في بكرجو وحلبجة والسليمانية وكلار وجمجمال ودوكان ودربندخان. - تأسس المعهد التقني في السليمانية في عام 1973. |
| جامعة أربيل التقنية      | في أربيل سنة 1993      | محافظة أربيل                                    | epu.edu.iq         | - تأسست عام 1993. - بدأت العمل فعليا عام 1996 تحت اسم هيئة التعليم التقني والتي كانت تضم المعاهد والكليات التقنية في السليمانية ودهوك بالإضافة لأربيل. - استقلت عام 2012 تحت اسم جامعة أربيل التقنية. - تضم 3 كليات و8 معاهد في أربيل وشقلاوة وسوران وجومان وكويه.                                                                           |
| جامعة دهوك التقنية       | في دهوك سنة 2012       | محافظة دهوك                                     | dpu.edu.krd        | - تضم 4 كليات و8 معاهد في دهوك وعقرة والعمادية وبردرش وسنجار والشيخان. |

### صور

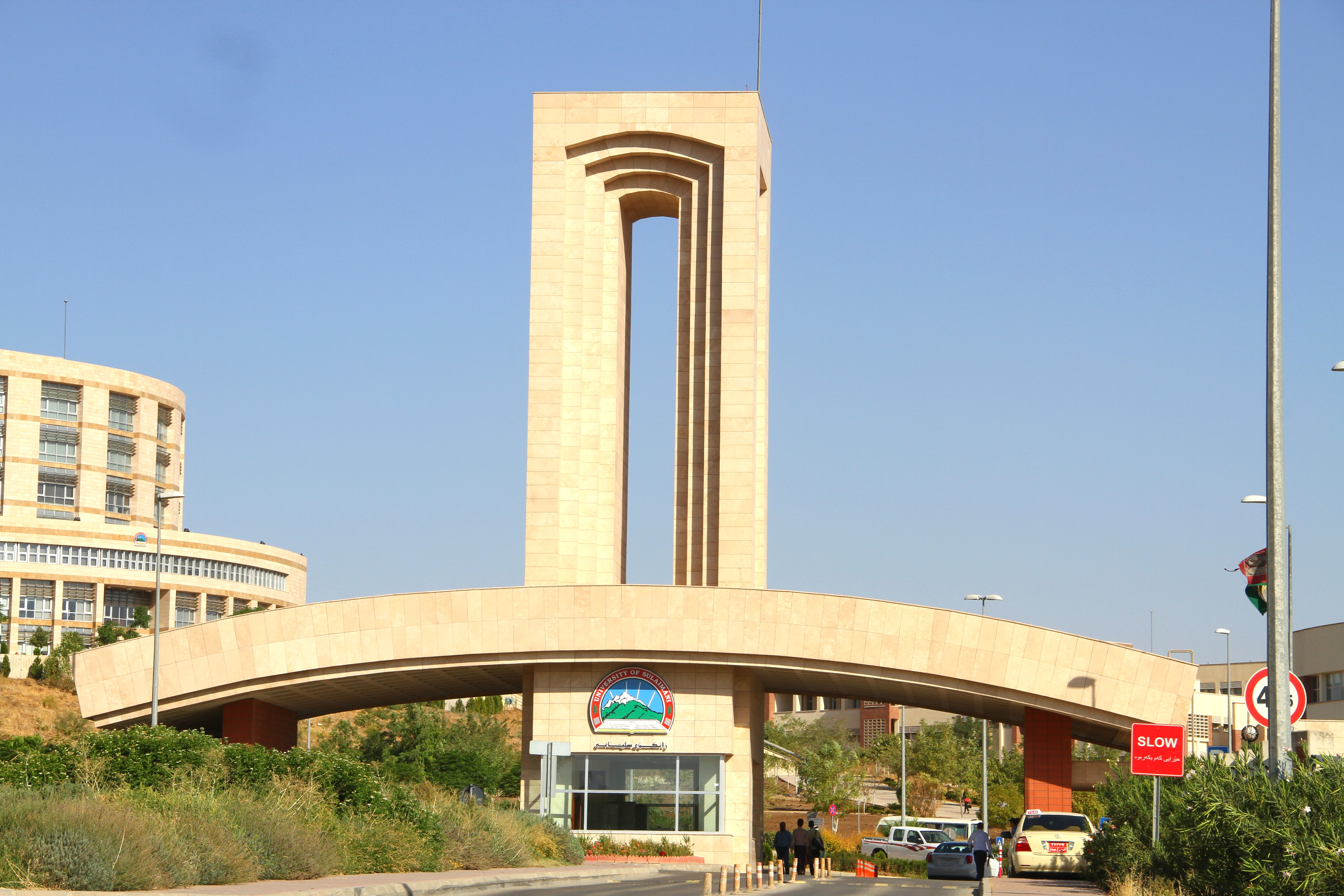
مدخل جامعة السليمانية
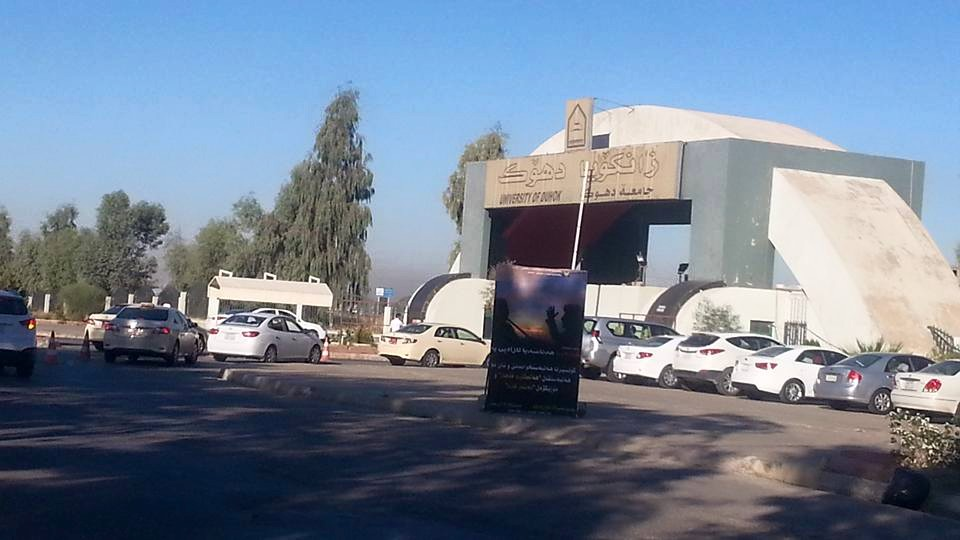
جامعة دهوك.
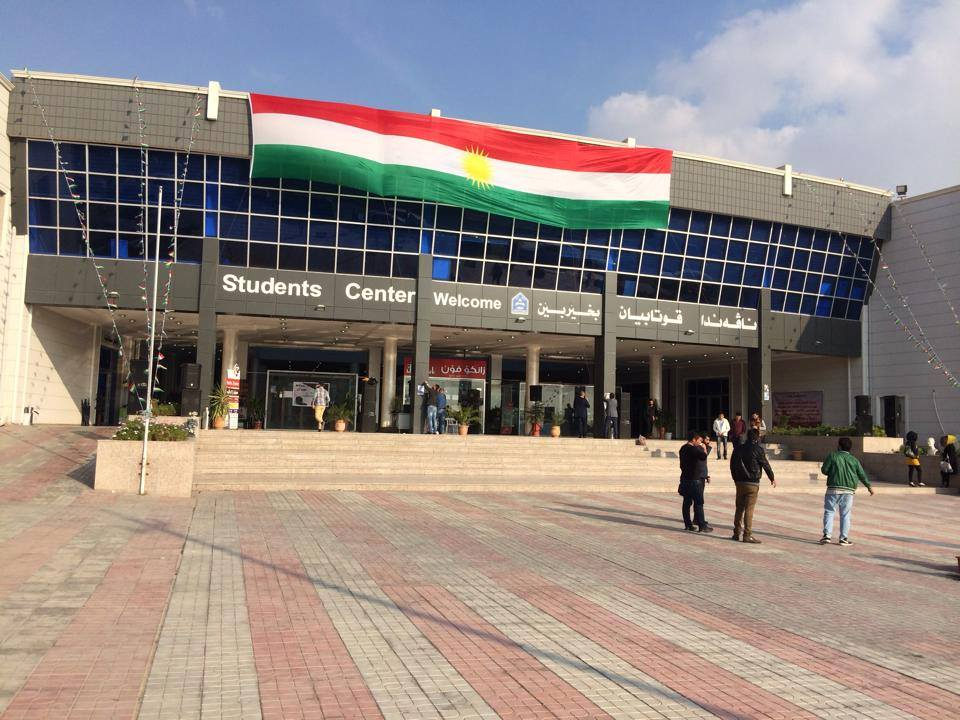
جامعة السليمانية
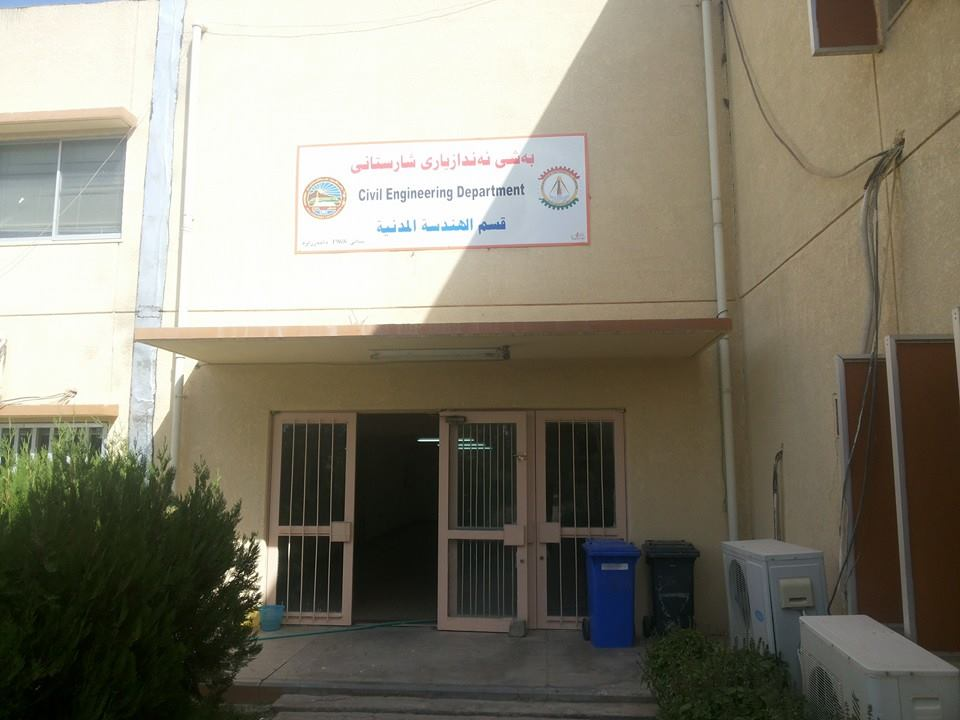
جامعة صلاح الدين
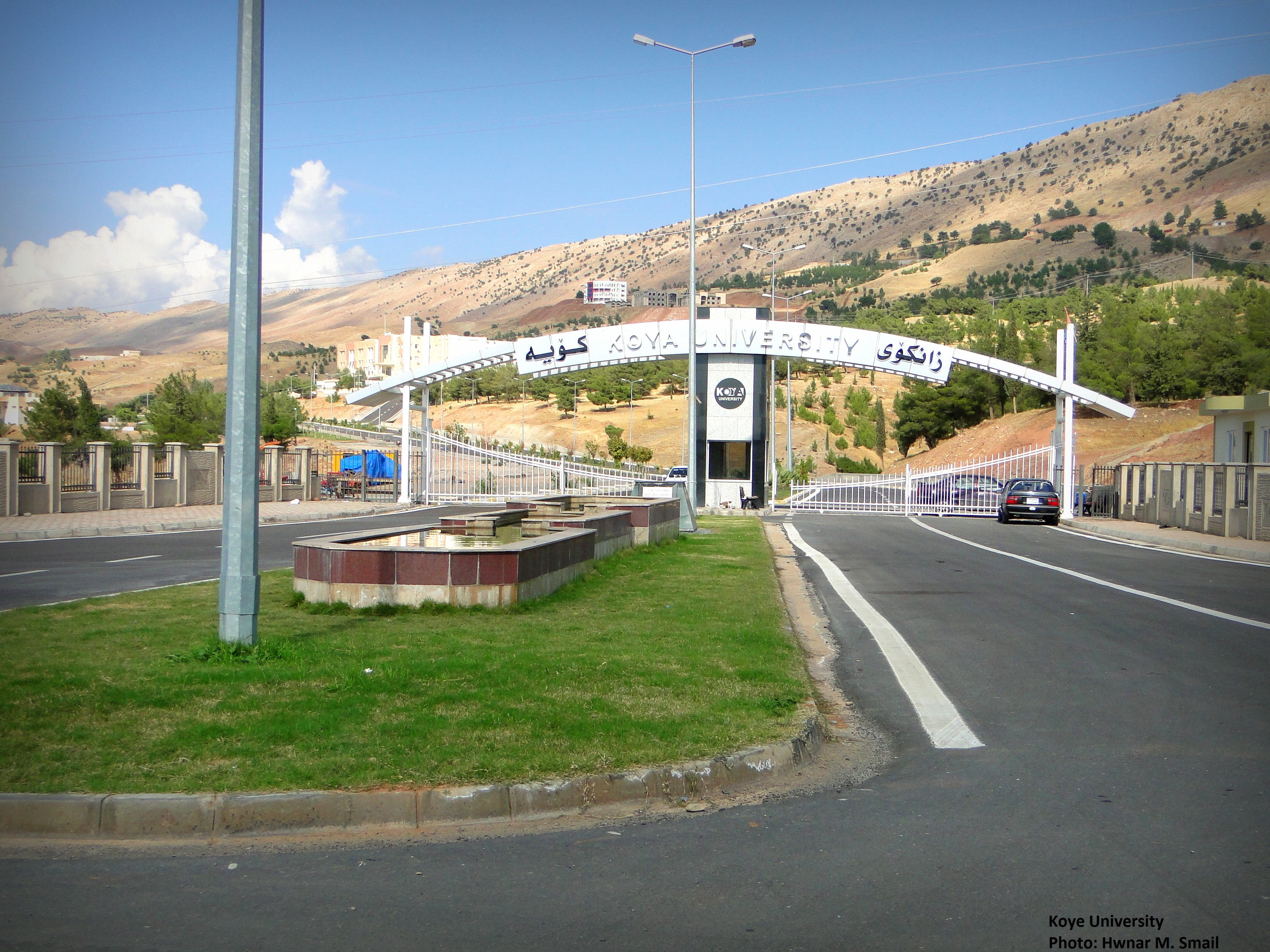
جامعة كويه

## الجامعات الأهلية في إقليم كردستان
| الاسم                           | التأسيس                         | مواقع الكليات                                    | موقع إنترنت                                   | ملاحظات |
| ------------------------------- | ------------------------------- | ------------------------------------------------ | --------------------------------------------- | --- |
| الجامعة اللبنانية الفرنسية      | في أربيل سنة 2007               | محافظة أربيل                                     | lfu.edu.krd                                   | - تضم 3 كليات وقسما لتكنولوجيا المعلومات. - أفتتحت في عام 2007 ومعترف بها من قبل وزارة التعليم العالي والبحث العلمي الكردستانية فقط.             |
| الجامعة الأمريكية في السليمانية | في السليمانية سنة 2007          | محافظة السليمانية                                | auis.edu.krd                                  | - مؤسس الجامعة هو الدكتور برهم صالح. - تضم الجامعة 12 كلية. - أعترف بها من قبل وزارة التعليم العالي والبحث العلمي العراقية في بغداد في عام 2017. |
| الجامعة الأمريكية في دهوك       | في دهوك سنة 2014                | محافظة دهوك                                      | audk.edu.krd/                                 | - تضم 5 أقسام - رئيس الجامعة هو مسرور بارزاني - أعترف بها من قبل وزارة التعليم العالي والبحث العلمي العراقية في بغداد في عام 2017.               |
| جامعة تيشك                      | في أربيل سنة 2008               | - محافظة أربيل - محافظة السليمانية               | tiu.edu.iq                                    | - رئيس الجامعة هو إدريس هادي صالح. - تحوي على 8 كليات - أعترف بها من قبل وزارة التعليم العالي والبحث العلمي العراقية في بغداد في عام 2017.       |
| جامعة جيهان                     | في أربيل سنة 2007               | - محافظة أربيل - محافظة السليمانية - محافظة دهوك | cihanuniversity.edu.iq - موقع فرع السليمانية: | - تحوي على 5 كليات فقط. - أعترف بها في كل فروعها، من قبل وزارة التعليم العالي والبحث العلمي العراقية في بغداد في عام 2017.                       |
| جامعة كومار                     | في السليمانية سنة 2009          | محافظة السليمانية                                | komar.edu.iq                                  | - تحوي على 4 كليات. |
| جامعة نوروز                     | في دهوك سنة 2004                | محافظة دهوك                                      | web.nawroz.edu.krd                            | - تحوي على 5 كليات فقط. - أعترف بها من قبل وزارة التعليم العالي والبحث العلمي العراقية في بغداد في عام 2017.                                     |
| جامعة بيان                      | في أربيل سنة 2013               | محافظة أربيل                                     | bayanu.edu.iq                                 | - تضم 5 كليات. - أعترف بها من قبل وزارة التعليم العالي والبحث العلمي العراقية في بغداد في عام 2017.                                              |
| جامعة سابيس                     | في عنكاوة، أربيل                | محافظة أربيل                                     | sabisuniversity.edu.iq (الموقع متوقف حاليا)   | - تحوي على 4 كليات. |
| جامعة حياة                      | في أربيل سنة 2009               | محافظة أربيل                                     | hpust.com                                     | - تحوي على 5 كليات. |
| الجامعة الكاثوليكية في أربيل    | في أربيل سنة 2015               | محافظة أربيل                                     | cue.edu.krd                                   | - تحوي على 7 أقسام. - معترف بها من قبل وزارة التعليم العالي والبحث العلمي الأتحادية في بغداد، ووزارة التعليم العالي في كردستان.                  |
| جامعة التنمية البشرية           | في قره داغ، السليمانية سنة 2008 | محافظة السليمانية                                | uhd.edu.iq                                    | - تحوي على 5 كليات بالإضافة لبعض المراكز العلمية. - أعترف بها من قبل وزارة التعليم العالي والبحث العلمي العراقية في بغداد في عام 2017.           |
| الجامعة الملكية البريطانية      | في أربيل (سنة 2009) ملغاة       | محافظة أربيل                                     |                                               | - كانت تضم 9 كليات. - أوقف وزارة التعليم العالي والبحث العلمي في كردستان الاعتراف بها في 16 نيسان 2011 بسبب تسمية الجامعة.                       |
| جامعة أربيل الدولية             | في أربيل سنة 2016               | محافظة أربيل                                     | ue.edu.krd                                    | - تحوي على 4 كليات وتضم كل كلية مجموعة من الأقسام. - أعترف بها من قبل وزارة التعليم العالي والبحث العلمي العراقية في بغداد في عام 2017.          |
| جامعة نولج                      | في أربيل سنة 2017               | محافظة أربيل                                     | knu.edu.iq                                    | - تحوي على 4 كليات وتضم كل كلية مجموعة من الأقسام. - أعترف بها من قبل وزارة التعليم العالي والبحث العلمي العراقية في بغداد في عام 2017.          |

### صور
- جامعة جيهان.

## جامعات وكليات إسلامية
| الاسم              | التأسيس           | مواقع الكليات | موقع إنترنت         | ملاحظات |
| ------------------ | ----------------- | --- | ------------------- | --- |
| كلية الإمام الأعظم | في بغداد سنة 1997 | - محافظة بغداد - محافظة ديالى - محافظة صلاح الدين - محافظة الأنبار - محافظة البصرة - محافظة كركوك - محافظة نينوى | imamaladham.edu.iq  | - الكلية تابعة لديوان الوقف السني - يعود تأسيس الكلية إلى عام 459هـ، 1067م حيث أنشأت مدرسة الإمام أبي حنيفة. - افتتحت الكلية الأعظمية نهار الجمعة 28 جمادي الأولى 1329هـ، الموافق 16 أيار 1911م، وانتظمت الدراسة فيها حتى قيام الحرب العالمية الأولى. - أُسست كلية الإمام الأعظم من جديد في عام 1967م حتى ألغيت عام 1974م. - تأسس المعهد الإسلامي العالي لإعداد الأئمة والخطباء في عام 1985م. - تأسست جامعة صدام لإعداد الأئمة والعلماء والدعاة في عام 1997م، والتي تغير اسمها إلى الاسم الحالي في عام 2003م. - تضم الكلية 9 أقسام. - للكلية فروع في بغداد والرمادي وسامراء والبصرة وكركوك والموصل وحديثة والضلوعية والطارمية وبعقوبة وغيرها. |
| كلية الإمام الكاظم | في بغداد سنة 2004 | - محافظة بغداد - محافظة ميسان - محافظة واسط - محافظة ديالى - محافظة النجف - محافظة ذي قار                        | alkadhum-col.edu.iq | - الكلية تابعة لديوان الوقف الشيعي - تأسست عام 2004 لكنها حصلت على اعتراف وزارة التعليم العالي والبحث العلمي في عام 2009. - تضم الكلية 8 أقسام غير إسلامية بالإضافة لثلاثة أقسام إسلامية. |

## الكليات والمعاهد العسكرية
وهي الكليات والمعاهد التابعة لوزارتي الدفاع والداخلية، ويُدرس فيها العلوم العسكرية بشكل أساسي أو يُدّرس فيها العلوم العسكرية بجانب التخصصات العلمية الأخرى.
| الاسم                                   | التأسيس            | مواقع الكليات | موقع إنترنت             | ملاحظات |
| --------------------------------------- | ------------------ | ------------- | ----------------------- | --- |
| أكاديمية العلوم الأمنية                 | في بغداد سنة 1928  | محافظة بغداد  | moi.gov.iq              | تتألف الأكاديمية من كليات ومعاهد ومراكز علمية ذات اختصاص في المجال الشُرطي والأمني، وهي: - كلية الدراسات العليا - كلية الشرطة - المعهد العالي للتطوير الأمني والإداري - كلية الأمن الوطني - مركز البحوث والدراسات —* مركز تعليم اللغات |
| أكاديمية الخليج العربي للدراسات البحرية | في البصرة سنة 1975 | محافظة البصرة | http://www.agams.mil.iq | وتضم الكلية البحرية بفرعيها العسكري والمدني وللتخصصات الهندسية والبحرية العامة والمعهد البحري للاسلكي والرادار ومركز التدريب البحري                                                                                                   |
| جامعة الدفاع للدراسات العسكرية          | في بغداد سنة 2016  | محافظة بغداد  |                         | تتألف جامعة الدفاع للدراسات العسكرية من التشكيلات الأتية: - كلية الدفاع الوطني - كلية الحرب - كلية الأركان - كلية القيادة - الكلية العسكرية - الكلية الهندسية العسكرية - معهد اللغات - مركز الدراسات والبحوث الإستراتيجية             |

## جامعات قيد التأسيس
هذه قائمة بالكليات والجامعات قيد التأسيس:
| الاسم                       | التأسيس      | مواقع الكليات | موقع إنترنت | ملاحظات |
| --------------------------- | ------------ | ------------- | ----------- | ------- |
| جامعة المتنبي               | في النعمانية | محافظة واسط   |             | حكومية  |
| كلية القبس الأهلية          | في الموصل    | محافظة نينوى  |             | أهلية   |
| كلية الوركاء الأهلية        | في البصرة    | محافظة البصرة |             | أهلية   |
| كلية الشرق الأهلية (العراق) | في البصرة    | محافظة البصرة |             | أهلية   |
| كلية ملتقى النهرين الأهلية  | في البصرة    | محافظة البصرة |             | أهلية   |
| جامعة الفرقان الأهلية       | في الموصل    | محافظة نينوى  |             | أهلية   |
| جامعة الناجي الأهلية        | في بغداد     | محافظة بغداد  |             | أهلية   |
| جامعة الحياة                | في الموصل    | محافظة نينوى  |             | أهلية   |

## مواقع المنشآت الجامعية العراقية
فيما يلي خريطة بالمدن والأقضية التي بها منشآت جامعية في العراق:
| بغداد البصرة الموصل الكوفة النجف تكريت الديوانية الرمادي الحلة بعقوبة كربلاء الناصرية كركوك العمارة الكوت سامراء السماوة الفلوجة الرفاعي القاسم تلعفر أربيل السليمانية دهوك بلد ألتن كوبري الحمدانية شاطئ التاجيات أبو غريب كويه قره داغ رانية حلبجة كلار زاخو سوران جمجمال هيت حديثة القائم الحويجة الدور الصقلاوية الصويرة القرنة الشطرة المسيب الأماكن التي بها منشآت جامعية في العراق: مراكز محافظات · أقضية ونواحي فيها مقرات ورئاسات جامعات وكليات أهلية · أقضية ونواحي فيها كليات تابعة لجامعات · أقضية ونواحي فيها معاهد تقنية |

## انظُر أيضاً
- التعليم في العراق
- إعدادية بغداد للبنات